# Sabine de Brandebourg-Ansbach
Sabine de Brandebourg-Ansbach (12 mai 1529 - 2 novembre 1575) est une princesse de Brandebourg-Ansbach et électrice de Brandebourg par mariage.

## Biographie
Sabine est la fille de Georges de Brandebourg-Ansbach (1484-1543) de son second mariage avec Edwige de Münsterberg-Oels (1508-1531), fille du duc Charles Ier de Münsterberg-Œls. La princesse est élevée par sa belle-mère Émilie de Saxe dans le Luthéranisme.
Le 12 février 1548 Sabine épouse l'électeur Jean II Georges de Brandebourg (1525-1598) à Ansbach. Sa première épouse Sophie de Legnica est une cousine de Sabine. Le jour avant la cérémonie de mariage, elle renonce solennellement à sa possible succession paternelle. Le quartier, la ville et le château de Plauen lui sont attribués comme douaire, après de longues négociations.
Le mari de Sabine est l'héritier de l'électorat de Brandebourg depuis 23 ans. Le couple réside dans plusieurs châteaux dans les territoires de Brandebourg. La résidence officielle de la famille est le château de Zechlin et celui de Rheinsberg près de Wittstock. Sabine s'occupe de ses propres enfants et aussi de son beau-fils Joachim III Frédéric de Brandebourg, qui devient plus tard l'électeur de Brandebourg 
Après que le mari de Sabine soit devenu électeur en 1571, elle a une influence sur les affaires religieuses, et est une patronne de des églises et des écoles. Elle prend en charge les malades et les pauvres et a des relations régulières avec le médecin Leonhard Thurneysser.
Sabine est décédée le 2 novembre 1575, et est enterrée dans la Cathédrale de Berlin.

## Descendance
De son mariage Sabine a les enfants suivants:
1. Georges Albert (19 février 1555 – 8 janvier 1557)
2. Jean (1557 – mort jeune),  jumeau avec Albert
3. Albert (1557 – mort jeune), jumeau avec Jean
4. Madeleine Sabine (1559 – morte jeune)
5. Erdmuthe de Brandebourg (26 juin 1561 – 13 novembre 1623), mariée en 1577 avec le duc Jean-Frédéric de Poméranie
6. Marie (1562 – mort jeune)
7. Hedwige (1563 – morte jeune)
8. Madeleine (1564 – morte jeune)
9. Marguerite (1565 – morte jeune)
10. Anne-Marie de Brandebourg (3 février 1567 – 4 novembre 1618), mariée en 1581 au duc Barnim X de Poméranie
11. Sophie de Brandebourg (6 juin 1568 – 7 décembre 1622), mariée, en 1582, à l'électeur Christian Ier de Saxe